# العلاقات الإكوادورية البريطانية
العلاقات الإكوادورية البريطانية هي العلاقات الثنائية التي تجمع بين الإكوادور والمملكة المتحدة.

## مقارنة بين البلدين
هذه مقارنة عامة ومرجعية للدولتين:
| وجه المقارنة                                              | الإكوادور                      | المملكة المتحدة                 |
| --------------------------------------------------------- | ------------------------------ | ------------------------------- |
| المساحة (كم2)                                             | 283.56 ألف                     | 242.50 ألف                      |
| عدد السكان (نسمة)                                         | 16.62 مليون                    | 66.02 مليون                     |
| الكثافة السكانية (ن./كم²)                                 | 58.61                          | 272.25                          |
| العاصمة                                                   | كيتو                           | لندن                            |
| اللغة الرسمية                                             | اللغة الإسبانية، كيشوا ‏، شوار ‏ | لغة إنجليزية، اللغة الويلزية    |
| العملة                                                    | دولار أمريكي، سوكري إكوادوري   | جنيه إسترليني                   |
| الناتج المحلي الإجمالي (بليون دولار)                      | 103.06 مليار                   | 2.62 تريليون                    |
| الناتج المحلي الإجمالي (تعادل القوة الشرائية) بليون دولار | 185.24 مليار                   | 2.72 تريليون                    |
| الناتج المحلي الإجمالي الاسمي للفرد دولار أمريكي          | 6.21 ألف                       | 43.88 ألف                       |
| الناتج المحلي الإجمالي للفرد دولار أمريكي                 | 11.37 ألف                      | 40.23 ألف                       |
| مؤشر التنمية البشرية                                      | 0.746                          | 0.907                           |
| رمز المكالمات الدولي                                      | +593                           | +44                             |
| رمز الإنترنت                                              | .ec                            | .uk، .gb                        |
| المنطقة الزمنية                                           | 00                             | توقيت غرينيتش، توقيت غرب أوروبا |

## مدن متوأمة
في ما يلي قائمة باتفاقيات التوأمة بين مدن إكوادورية وبريطانية:
- ترتبط كيتو مع باكيستون باتفاقية توأمة.

## منظمات دولية مشتركة
يشترك البلدان في عضوية مجموعة من المنظمات الدولية، منها:
| علم المنظمة | اسم المنظمة                        | تاريخ انضمام الإكوادور | تاريخ انضمام المملكة المتحدة |
| ----------- | ---------------------------------- | ---------------------- | ---------------------------- |
|             | مؤسسة التنمية الدولية              | 7 نوفمبر 1961          | 24 سبتمبر 1960               |
|             | يونسكو                             | 22 يناير 1947          | 4 نوفمبر 1946                |
|             | وكالة ضمان الاستثمار متعدد الأطراف | 12 أبريل 1988          | 12 أبريل 1988                |
|             | الأمم المتحدة                      | 21 ديسمبر 1945         | 24 أكتوبر 1945               |
|             | الفريق المعني برصد الأرض           | ?                      | ?                            |
|             | الاتحاد البريدي العالمي            | ?                      | ?                            |
|             | البنك الدولي للإنشاء والتعمير      | 28 ديسمبر 1945         | 27 ديسمبر 1945               |
|             | المنظمة الهيدروغرافية الدولية      | ?                      | ?                            |
|             | الاتحاد الدولي للاتصالات           | 17 أبريل 1920          | 24 فبراير 1871               |
|             | منظمة حظر الأسلحة الكيميائية       | ?                      | ?                            |
|             | مؤسسة التمويل الدولية              | 20 يوليو 1956          | 20 يوليو 1956                |
|             | منظمة التجارة العالمية             | ?                      | 1995                         |
|             | منظمة الشرطة الجنائية الدولية      | ?                      | ?                            |

## أعلام
هذه قائمة لبعض الشخصيات التي تربطها علاقات بالبلدين:
- ألبرتو سبنسر (لاعب كرة قدم إكوادوري، 6 ديسمبر 1937[23] – 3 نوفمبر 2006)
- أنطونيو بارا فيلاسكو (دبلوماسي إكوادوري، 17 ديسمبر 1900 – 28 أكتوبر 1994)
- أنطونيو فلوريس خيخون (رئيس الإكوادور، 23 أكتوبر 1833[24] – 30 أغسطس 1915[24])
- خورخي كاريرا أندرادي (28 سبتمبر 1911 – 7 نوفمبر 1978[25][26])
- هنري جونز (11 فبراير 1831 – 18 ديسمبر 1916)
- ويليام لونغ (سياسي إكوادوري، 22 فبراير 1977 – )

## وصلات خارجية
- موقع وزارة الخارجية الإكوادورية
- موقع وزارة الخارجية البريطانية